# NGC 7309
NGC 7309 este o emission-line galaxy⁠(d) situată în constelația Vărsătorul. A fost descoperită în 28 noiembrie 1785 de către William Herschel.